# Poway (Kalifornija)
Poway je grad u američkoj saveznoj državi Kalifornija. Prema popisu stanovništva iz 2010. u njemu je živjelo 47.811 stanovnika.